# Palazzo Gucci-Boschi
Palazzo Gucci-Boschi  è un palazzo di Faenza della metà del Settecento, ricostruito nel 1865 e situato nel tratto iniziale di Corso Matteotti.

## Il palazzo
Palazzo Gucci-Boschi costituisce un complesso edificio di notevoli dimensioni collocato in posizione centrale nei pressi della Piazza del Popolo di Faenza. L’edificio sorge sull’antico cardo maximus dell’impianto originario della Faventia Romana, lungo il quale si sviluppa il prospetto principale.
Fino ad oggi non si ha notizia di ritrovamenti archeologici relativi all’area su cui sorge Palazzo Gucci-Boschi, ma si può supporre che anche in epoca romana vi fossero edifici di rilievo, considerata la sua prospicienza al cardo maximus. Le cantine mostrano tipologie storiche ricorrenti: uno dei locali è infatti coperto da volte a crociera, poggianti su un pilastro centrale con capitello formato da un pulvino di spungone. Il palazzo presenta nelle sue murature , la tipica tessitura medievale costituita da mattoni interi alternatati a ciottoli e frammenti disposti in obliquo. Negli ultimi lavori di restauro degli intonaci, inoltre sono stati ritrovate due colonne in pietra bianca, con capitelli quattrocenteschi raffiguranti stemmi nobiliari finemente lavorati: uno rappresenta un tralcio di vite con un grappolo, l’altro con una spada. Il primo stemma nobiliare è riconducibile alla famiglia dei Beccaluva. Documento cinquentesco afferma che è stato di proprietà della famiglia di tale nome. Essa ci è nota per un notaio vissuto nel primo del Cinquecento.
La prima notizia documentaria riferita direttamente al palazzo risale al 1750, quando è certo che esso appartenesse alla famiglia Corelli, da poco insediatasi a Faenza. Ad essa si deve presumibilmente lo scalone del civico 8, di gusto rococò. Verso la fine del secolo, la casata subì un grave dissesto finanziario e dovette cedere l’edificio alla famiglia Boschi. Nel catasto Napoleonico del 1814 l’edificio risulta di proprietà della famiglia Boschi.  Apparteneva ai medesimi proprietari nel catasto del 1830. Nel 1860, il conte Stefano Gucci Boschi chiese al Comune licenza di spostare alcune finestre nella parte centrale della facciata, portandole sulla verticale delle altre. Per portare a termine il lavoro il conte maturò l’idea di avviare un progetto complessivo di raddrizzamento della facciata. Il disegno finale per la nuova facciata fu redatto dall’ingegner Achille Ubaldini nel 1865 ed attualmente è conservato nella Biblioteca Comunale Manfrediana di Faenza. Nell’aprile 1865 il prospetto era quasi completo. Mancavano solo i bassorilievi decorativi, opera di Giovanni Graziani e Giovanni Collina. Il programma si poteva definire patriottico poiché nei due grandi pannelli di stucco sono raffigurate le battaglie di Solferino e del Volturno e nelle lunette delle finestre i simboli delle città italiane: Torino, Milano, Venezia, Firenze, Roma, Trieste. Oltre alla facciata, una radicale ristrutturazione interessò anche il resto del palazzo. L’appartamento principale fu decorato e dipinto da Adriano Baldini.

## La famiglia
Il nome della famiglia divenne Gucci-Boschi dopo la morte del canonico Valerio Boschi, avvenuta l’8-4-1848, preposto al Capitolo della Cattedrale di Faenza, così poco prima della sua morte fece testamento lasciando il palazzo al conte Stefano Gucci (marito dell’erede Agata Boschi), a patto che al proprio cognome aggiungesse quello dei Boschi. Agata era figlia del conte Giovanni Boschi, ultimo discendente maschio della nobile famiglia dei Conti Boschi di Faenza alla quale era appartenuto anche il cardinale Giovanni Carlo Boschi.
La famiglia Gucci apparteneva al patriziato di Faenza da epoca remota. Fin dal 1300 essi facevano parte del Consiglio Generale del Comune. Fabio Gucci nel 1527 morì alla testa delle milizie faentine. Federico Gucci alla fine del 1500 fu anch'esso Capitano delle Milizie faentine. Altri membri furono i giureconsulti Girolamo (1551) ed Ercole (1650). Il conte Ercole e il conte Stefano furono ricevuti rispettivamente negli anni 1785 e 1789 Cavalieri di Giustizia nell'Ordine di S. Stefano. Nella Battaglia di Trafalgar il conte Ercole perdette la vita al comando di una nave francese. Il conte Giovanni Gucci Boschi (Faenza, 24 giugno 1860 - Verona 19 settembre 1910) fu Deputato al Parlamento per la XXII e XXIII Legislatura.
La famiglia Gucci-Boschi durante i primi decenni del novecento vendette la porzione del palazzo corrispondente al civico n.8 a Giuseppe Cattani, indi anche la seconda porzione al dott.Cesare Canuti. I conti Gucci possedettero anche una villa a Russi con torre trecentesca che, danneggiata dai bombardamenti nel 1944, crollò successivamente.

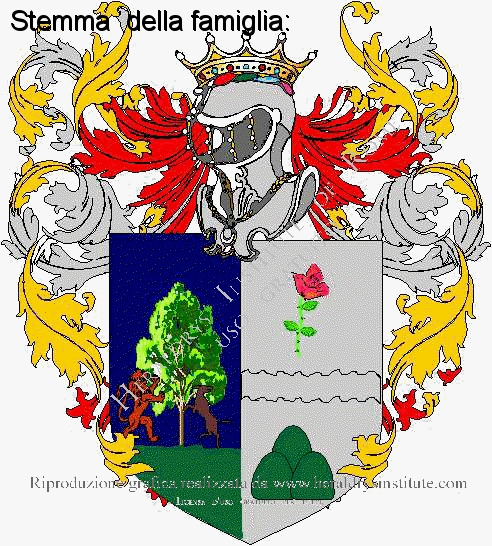
Stemma della Famiglia Gucci-Boschi